# 小港森林公園
小港森林公園（Siaogang Forest Park），位於臺灣高雄市小港區，佔地約10公頃，森林公園原址為國軍陸戰隊少康營區，2012年12月30日土地歸還台糖。高雄市政府以市地重劃方式辦理整體開發，於2019年1月30日完工啟用。

## 園內設施
景觀滯洪池
北區水流道
原生植物區
兒童遊戲場
角錐草丘
林間花園
水田地景
景觀丘
微滯洪草原區
楝樹小島
角落廣場
營口路入口廣場
華山路入口廣場
高松路入口廣場

## 交通

### 公車
| 編號           | 經營業者   | 區間                 | 備註         |
| -------------- | ---------- | -------------------- | ------------ |
| 12C            | 港都客運   | 小港站－高雄車站     |              |
| 62路公車式小黃 | 皇冠大車隊 | 小港站－大坪頂       |              |
| 63北環         | 港都客運   | 小港站－大坪頂       |              |
| 紅8A           | 港都客運   | 小港站－輔英科技大學 |              |
| 紅8B           | 港都客運   | 小港站－輔英科技大學 | 去程繞駛昭明 |
| 紅8C           | 港都客運   | 小港站－輔英科技大學 | 返程繞駛昭明 |
| 紅8E           | 港都客運   | 小港站－昭明         |              |

### 公共自行車
- 高雄市公共自行車租賃系統：
  - 小港森林公園(華山路)：華山路180號旁
  - 小港森林公園(高松路)：高松路126號(對面)
  - 小港森林公園(近營口路)：高松路78-1號(對面)
  - 小港森林公園(秀峰街)：營口路/秀峰街(西北側)

## 外部連結
- 小港森林公園 - 高雄旅遊網 （页面存档备份，存于）